# American Graphophone Company
Die American Graphophone Company, auch American Graphophone Co., war der erste industrielle Hersteller von Graphophonen, insbesondere von den daraus abgeleiteten Diktiergeräten zur geschäftlichen Nutzung, in den Vereinigten Staaten. Die Gründung des Unternehmens durch James O. Clephane, Andrew Devine und John H. White datiert auf den 28. März 1887.

## Historie

### Unternehmensgründung
Mit der Erteilung mehrerer Patente, die im Zusammenhang mit der Entwicklung des Graphophons standen, bei dem es sich dem Grunde nach um eine verbesserte Version des von Thomas Alva Edison erfundenen Phonographen handelte, entschlossen sich die drei Mitglieder der im Jahre 1881 ins Leben gerufenen Volta Laboratory Association, Alexander Graham Bell, sein Cousin Chichester Alexander Bell und Charles Sumner Tainter, unter der Beteiligung von James H. Saville und Charles J. Bell, diese in die neu zu gründende Volta Graphophone Company zu überführen.

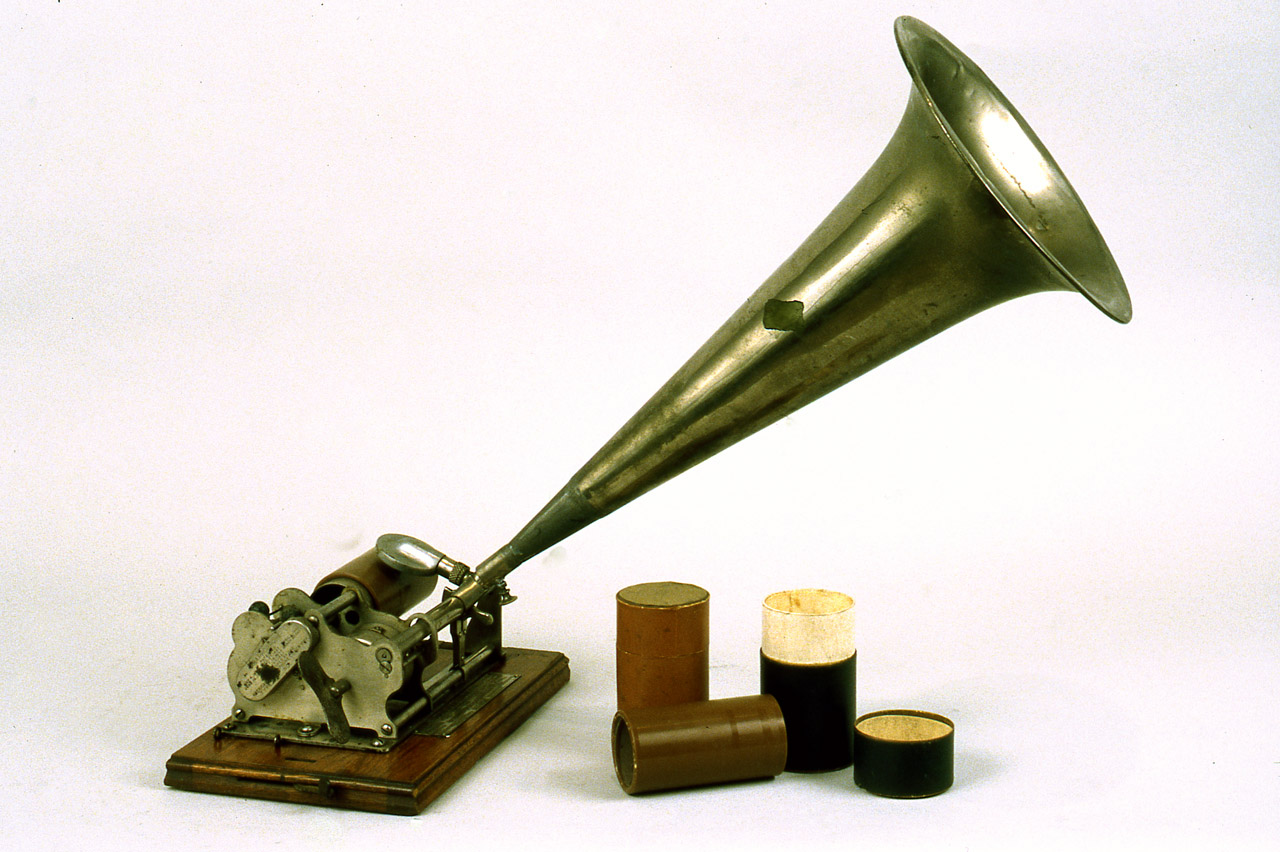
Graphophon Typ B „Eagle“, von American Graphophone Company, ca. 1897–1900

Mit Gründung des Unternehmens begannen die Mitarbeiter mit der Vermarktung der verbesserten Sprechmaschine während der verschiedensten landesweit organisierten Präsentationen, um potenzielle Investoren von der Qualität des Graphophons zu überzeugen. Infolgedessen ergab es sich, dass eine Gruppe von Finanziers, bestehend aus James O. Clephane, Andrew Devine und John H. White, beschloss, die aus ihrer Sicht bestehende Anwendungsmöglichkeit des Graphophons als Diktiergerät, nicht jedoch als Unterhaltungsgerät, zu nutzen und die Gründung der American Graphophone Company voranzutreiben. Letztendlich wurde jene am 28. März 1887, mit Unterzeichnung des Vermarktungsvertrages zwischen den Investoren und der Volta Graphophone Company, ins Leben gerufen und am 15. Mai 1887 als legales Unternehmen behördlicherseits anerkannt. Erster Generalmanager wurde Edward D. Easton. Thomas Hood Macdonald übernahm die Leitung der Produktionsstätte in Bridgeport, Connecticut. Eine in der Gründungsphase etwa zwischen 1885 und 1887 angedachte Verschmelzung der patentrechtlichen und finanziellen Interessen bezüglich des Graphophons und des Phonographen zwischen den Investoren der American Graphophone Company einerseits und der Edison Speaking Phonograph Company andererseits, welches zu einem Monopol in der sich gerade etablierenden Sprechmaschinenindustrie geführt hätte, scheiterte trotz persönlicher Gespräche zwischen den beteiligten Parteien und der sich hieraus ergebenden regen Korrespondenz.
Als Gegenstück zu American Graphophone Company gründete Edison, der fürchtete, ihm könne seine Erfindung entrissen werden, im Oktober desselben Jahres die Edison Phonograph Company. Die sich hieraus ergebende und stetig zunehmende Feindschaft beider Unternehmungen und deren leitenden Angestellten, mündeten schließlich in gerichtlichen Auseinandersetzungen, auch wenn kurzzeitig eine Befriedung mittels Gründung der North American Phonograph Company durch den Investor Jesse H. Lippincott eintrat.

### Jesse H. Lippincott
Jesse H. Lippincott, ein Millionär, welcher sein Vermögen in der Glasindustrie erworben hatte und auf der Suche nach neuen Investitionsmöglichkeiten war, erkannte das kommerzielle Potential der neuartigen Sprechmaschinen, nachdem er, durch seinen Bekannten und persönlichen Berater in finanziellen Angelegenheiten Thomas R. Lombard, auf diese aufmerksam gemacht worden war. Er beschloss jenes für sich zu erschließen und trat daher zum einen mit den Investoren der American Graphophone Company und zum anderen mit der Edison Phonograph Company in Kontakt, um die unterschiedlichen Interessenlagen bezüglich des Phonographen des Graphophons zu bündeln. Nach Abschluss der Verhandlungen und mit Unterzeichnung des dazugehörigen Vertrages am 25. Februar 1888 erlangte Lippincott, unter Auferlegung diverser Einschränkungen, das Recht die Graphophone der American Graphophone Company als Diktiermaschinen zu nutzen und seinen Franchisenehmer für das Leasing zur Verfügung zu stellen.
Vertraglich betrachtet verpflichtete sich Lippincott hierbei, zum einen Graphophone zum Zwecke des Leasings und des Verkaufs, für einen Zeitraum von fünfzehn Jahren in den gesamten Vereinigten Staaten bereitzustellen, mit Ausnahme der Staaten Maryland, Delaware sowie des District of Columbia, die bereits anderen Vertragspartnern zugesichert waren. Zum anderen alle Geräte von der American Graphophone Company, die diese alleinig herstellen würde, zu beziehen. Bezüglich der Abnahmemengen einigte man sich dahingehend in einem ersten Schritt unverzüglich dreihundert Diktiergeräte bereitzustellen, die für eine bevorzugte Lieferung an die Western Electric Company gedacht sein sollten. Hiernach würde die American Graphophone Co. jährlich mindestens 5000 Graphophone produzieren und Lippincott zur Verfügung stehen, der wiederum bei Nichteinhaltung der Bereitstellungsvereinbarung, dazu berechtigt gewesen wäre, Sprechmaschinen aus eigener Herstellung zu vertreiben, mit der Verpflichtung dann eine Lizenzgebühr von 25 US-Dollar pro Einheit an American Graphophone Company entrichten zu müssen. Des Weiteren erklärte sich die American Graphophone Company dahingehend bereit, Lippincott in allen gegen ihn und seinen Unternehmungen gerichteten Rechtsstreitigkeiten unterstützend zur Seite zu stehen und die Gerichtskosten einschließlich anfallender Strafzahlungen zu tragen, einhergehend damit, eventuelle Ansprüche seinerseits gegenüber Dritten stellvertretend für ihn gerichtlich geltend zu machen. Im Gegenzug erklärte sich Lippincott zu einer Einlage von 200.000 US-Dollar in den Aktienfonds der American Graphophone Company bereit.
Mit Abschluss der Verhandlungen und Unterzeichnung des Vertragswerkes gründete Lippincott am 14. Juli 1888 die North American Phonograph Company, deren erster Direktor er wurde. Zwei Jahre später verließ Lippincott bereits wieder das Unternehmen, welches 1890 in die Zahlungsunfähigkeit geriet, aufgrund einer schwerwiegenden Erkrankung. Nach Reorganisation des Unternehmens und Übernahme der Geschäftstätigkeiten durch Edison und seine Vertrauten, dem Austritt der Columbia Phonograph aus dem Verbund der Regionalgesellschaften im Jahre 1893 sowie des endgültigen Bankrotts der North American Phonograph Company ein Jahr später im Jahre 1884, strengte die American Graphophone Company diverse Gerichtsprozesse an, um ihre Stellung im Markt für Sprechmaschinen zu behaupten.

### Rechtsstreitigkeiten
Rechtsstreitigkeiten, vorgebracht von der American Phonograph Company als Patentverletzungsverfahren, bezüglich Edison und seinen Unternehmungen, wie beispielsweise Edison Phonograph Company, United States Phonograph Company sowie weiteren Vertriebsgesellschaften, die Phonographen und das dazugehörige Zubehör vertrieben, wurden bei diversen Bundesgerichten ausgefochten. Edison initiierte nun wiederum seinerseits Klagen gegen die American Phonograph Company und deren angeschlossenen Verkaufsagenturen, ebenfalls begründet in der Verletzung seiner bestehenden, ihm zugesprochenen Patente. Aufgrund der großen Anzahl an Verfahren, verhandelt von den unterschiedlichsten Gerichten, verteilt über die gesamten Vereinigten Staaten wurde der Beschluss gefasst, eine in New Jersey anhängige gerichtliche Auseinandersetzung als Musterprozess zu führen und das Urteil als allgemeinverbindlich zu betrachten.
Mit dem Ableben des vorsitzenden Richters, bevor dieser die Plädoyers der Verfahrensbeteiligten vernommen hatte, im September 1896, bestand die Gefahr einer erheblichen zeitlichen Verzögerung hinsichtlich der Urteilsverkündung, musste sich doch ein anderer Richte erst in die Materie einarbeiten. Weder die Vertreter der American Phonograph Company noch die der Edison Phonograph Company waren bereit, eine solche Verzögerung hinzunehmen. In Konsequenz stimmten sie einem Vergleich zu, der eine Anerkennung der Patentverletzungen beinhaltete, die Zahlung eines geringen Schadensersatzes und die gegenseitige Lizenzierung bezüglich der Sprechmaschinen vorsah. Die Unterzeichnung der Dokumente erfolgte im Oktober 1896.